# Nateby (Lancashire)
Nateby is een civil parish in het bestuurlijke gebied Wyre, in het Engelse graafschap Lancashire. In 2001 telde het dorp 475 inwoners.